# 瑪喇
瑪喇（穆麟德轉寫：mala），滿洲，清朝政治人物、清朝工部尚書。
曾任禮部左侍郎。康熙十六年十月庚午，接替伊桑阿，擔任清朝工部尚書，后革。由帥顏保接任。